# العلاقات الليبية النيبالية
العلاقات الليبية النيبالية هي العلاقات الثنائية التي تجمع بين ليبيا ونيبال.

## مقارنة بين البلدين
هذه مقارنة عامة ومرجعية للدولتين:
| وجه المقارنة                                              | ليبيا                                       | نيبال                             |
| --------------------------------------------------------- | ------------------------------------------- | --------------------------------- |
| المساحة (كم2)                                             | 1.76 مليون                                  | 147.18 ألف                        |
| عدد السكان (نسمة)                                         | 6.37 مليون                                  | 29.40 مليون                       |
| الكثافة السكانية (ن./كم²)                                 | 3.62                                        | 199.76                            |
| العاصمة                                                   | طرابلس                                      | كاتماندو                          |
| اللغة الرسمية                                             | اللغة العربية، اللغة العربية الفصحى الحديثة | اللغة النيبالية                   |
| العملة                                                    | دينار ليبي                                  | روبية نيبالية                     |
| الناتج المحلي الإجمالي (بليون دولار)                      | 50.98 مليار                                 | 24.47 مليار                       |
| الناتج المحلي الإجمالي (تعادل القوة الشرائية) بليون دولار | 69.32 مليار                                 | 70.20 مليار                       |
| الناتج المحلي الإجمالي الاسمي للفرد دولار أمريكي          |                                             | 743                               |
| الناتج المحلي الإجمالي للفرد دولار أمريكي                 | 15.60 ألف                                   | 2.37 ألف                          |
| مؤشر التنمية البشرية                                      | 0.724                                       | 0.548                             |
| رمز المكالمات الدولي                                      | +218                                        | +977                              |
| رمز الإنترنت                                              | .ly                                         | .np                               |
| المنطقة الزمنية                                           | ت ع م+02:00، توقيت شرق أوروبا               | UTC+05:45، التوقيت الموحد لنيبال ‏ |

## منظمات دولية مشتركة
يشترك البلدان في عضوية مجموعة من المنظمات الدولية، منها:
| علم المنظمة | اسم المنظمة                        | تاريخ انضمام ليبيا | تاريخ انضمام نيبال |
| ----------- | ---------------------------------- | ------------------ | ------------------ |
|             | مؤسسة التنمية الدولية              | 1 أغسطس 1961       | 6 مارس 1963        |
|             | مؤسسة التمويل الدولية              | 18 سبتمبر 1958     | 7 يناير 1966       |
|             | منظمة حظر الأسلحة الكيميائية       | ?                  | ?                  |
|             | الأمم المتحدة                      | 14 ديسمبر 1955     | 14 ديسمبر 1955     |
|             | منظمة الشرطة الجنائية الدولية      | ?                  | ?                  |
|             | البنك الدولي للإنشاء والتعمير      | 17 سبتمبر 1958     | 6 سبتمبر 1961      |
|             | الاتحاد البريدي العالمي            | ?                  | ?                  |
|             | وكالة ضمان الاستثمار متعدد الأطراف | 5 أبريل 1993       | 9 فبراير 1994      |
|             | يونسكو                             | 27 يونيو 1953      | 1 مايو 1953        |

## وصلات خارجية
- موقع وزارة الخارجية الليبية
- موقع وزارة الخارجية النيبالية